# Comune di Stenløse
Il comune di Stenløse fino al 1º gennaio 2007 è stato un comune danese situato nella Contea di Frederiksborg, il comune aveva una popolazione di 13.470 abitanti (2006) e una superficie di 65,36 km². Capoluogo era la cittadina omonima.
Dal 1º gennaio 2007, con l'entrata in vigore della riforma amministrativa, il comune è stato soppresso e accorpato ai comuni di Ledøje-Smørum e Ølstykke per dare luogo al neo-costituito comune di Egedal compreso nella regione di Hovedstaden.